# 中小企业开拓资金
中小企业开拓资金（全称：中小企业国际市场开拓资金），是中華人民共和國商務部設立的一項政府性预算基金，用于支持其國內中小企业开拓国际市场各项业务与活动。

## 设立背景
为鼓励中小企业积极参与国际市场竞争，促进中小企业的健康发展，发挥中小企业在国民经济和社会发展中的重要作用，自2001年起，中華人民共和國商務部正式设立“中小企业国际市场开拓资金”，该项政策以广大中小企业为扶持对象，专用于支持中小企业开拓国际市场的各种活动。原外经贸部（现商务部）和财政部于2001年联合颁布《中小企业国际市场开拓资金管理（试行）办法》和《中小企业国际市场开拓资金管理办法实施细则（暂行）》，对市场开拓资金的相关政策作出具体规定。2006年中小企业国际市场开拓资金政策做了修改，规定中小企业申请项目数在一年不得超过10个项目，每个中小企业得到国家的资金支持在5年内不得超过50万元至70万元。

## 用途和支持内容
支持中小企业和为中小企业服务的企业、社会团体及事业单位开展开拓国际市场的相关活动。主要支持11个方面的内容，分别是：参加境外展览会、管理体系认证、产品认证、国际市场宣传推介、创建企业网站、广告商标注册、境外市场考察、国际市场分析、境外投（议）标、境外展览会（团体）项目、企业培训。

## 申请条件
1. 需要具有企业法人资格，拥有进出口经营权或对外经济合作经营资格
2. 上年度出口额在1500万美元以下
3. 近两年在外经贸业务管理、财务管理、税收管理、外汇管制、海关管理等方面无违法行为